# رقاق بالعدس
رقاق بالعدس أو الرشتة أو الرشتاية أو السماط، هو طبق فلسطيني تاريخي، وهو أكثر شيوعًا في مدن مثل طولكرم.

## تاريخ
ينتشر طبق الرقاق بالعدس في مدن فلسطين، بخاصة في مدينتي طولكرم ونابلس.

## المقادير
- 3 أكواب عدس حب.[3]
- كوبان من الطحين.[3]
- 3 بصلات.[3]
- نصف كوب زيت زيتون.[3]
- ليمون.[3]

## الطريقة
- يغسل العدس ومن ثم يوضع على النار حتى ينضج نصف نضجه.
- يعجن الطحين حتى يصبح عجينة متماسكة وقابلة للرق.
- تفرد العجينة بالشوبك، وتقطع ثم ترق كل قطعة ليصبح سمكها 3 مليمترات تقريبًا.
- ترش كل قطعة بالدقيق وتطوى عدة طويات ومن ثم تفرم بالسكين للحصول على قطع عجين رفيعة كما هو حال المعكرونة الطويلة، وعندما ينتهي من تقطيع كل العجين (الرقاق) يضاف إلى العدس ويترك حتى ينضجا معًا.
- يمكن قلي جزء من رقاق العجين بالزيت للتزيين.
- ثم يفرم الثوم ويقلى بزيت الزيتون ويضاف إلى خليط العدس والرقاق ثم يعصر عليه 2-3 حبات ليمون.
- وأخيرًا بعد خمس دقائق من الوقت تكون الوجبة جاهزة تسكب بصحون وتزين بالخبز المقلي والبصل المقلي لشرائح والبقدونس والسماق ويفضل تناولها ساخنة.